# 민주언론시민연합
민주언론시민연합(民主言論市民連合, 약칭, 민언련)은 진보 성향 언론 단체이다. 1984년 전두환 군부독재정권의 언론장악과 사주들의 횡포를 겪은 해직 언론인들이 주축으로 창립했다. 언론에 대한 모니터링 등 감시 운동을 이어오고 있다.

## 창립과정
- 1984년 12월 19일 민주언론운동협의회라는 이름의 재야언론운동 단체로 창립 (초대 의장 송건호)
- 1998년 1월 6일 사단법인으로 개편
- 1998년 3월 27일 (사단법인) 민주언론운동시민연합으로 명칭 변경
- 2006년 3월 24일 (사단법인) 민주언론시민연합으로 명칭 변경

## 역사
1985년 6월 15일, 기관지 월간 《말》을 발간하였다. 1986년 9월 6일, 김주언 당시 한국일보 기자로부터 제보받은 보도 지침을 단독 보도하였다. 1987년 6월 항쟁에서 주도적 역할을 수행하였다. 1988년 한겨레신문 창간을 주도하였다. 1991년 11월 ‘언론학교’를 개설하였다. 1992년 2월 ‘대학언론강좌’를 개설하였다. 1999년 민주언론시민상을 제정하였으며,2015년 12월 '성유보 특별상'을 제정하였다. 2021년 10월 29일 노동조합이 창립되었다.